# Tiro ai Giochi della XXXI Olimpiade - Carabina 10 metri aria compressa femminile
La gara di carabina 10 metri aria compressa femminile dei Giochi della XXXI Olimpiade si è svolta il 6 agosto 2016; hanno partecipato 51 atlete di 37 nazioni. La gara è stata vinta dalla statunitense Virginia Thrasher.

## Record
Prima della competizione, i record olimpici e mondiali erano i seguenti:
| Qualificazione  | Qualificazione                        | Qualificazione | Qualificazione              | Qualificazione |
| --------------- | ------------------------------------- | -------------- | --------------------------- | -------------- |
| Record mondiale | Chen Dongqi                           | 422,9          | Monaco di Baviera, Germania | 28 maggio 2015 |
| Record olimpico | Regole modificate dal 1º gennaio 2013 | -              | -                           | -              |
| Finale          |                                       |                |                             |                |
| Record mondiale | Yi Siling                             | 211,0          | Pechino, Cina               | 3 luglio 2014  |
| Record olimpico | Regole modificate dal 1º gennaio 2013 | -              | -                           | -              |

## Programma
| Data          | Ora (BRT/UTC-3) | Turno          |
| ------------- | --------------- | -------------- |
| 6 agosto 2016 | 8:30            | Qualificazioni |
| 6 agosto 2016 | 10:30           | Finale         |

## Turno di qualificazione
| Pos. | Atleta               | Nazione              | 1     | 2     | 3     | 4     | Totale | Note |
| ---- | -------------------- | -------------------- | ----- | ----- | ----- | ----- | ------ | ---- |
| 1    | Du Li                | Cina                 | 104.5 | 106.0 | 104.8 | 105.4 | 420.7  | QF   |
| 2    | Barbara Engleder     | Germania             | 105.2 | 104.1 | 105.7 | 105.3 | 420.3  | QF   |
| 3    | Elaheh Ahmadi        | Iran                 | 104.5 | 103.5 | 104.0 | 105.8 | 417.8  | QF   |
| 4    | Daria Vdovina        | Russia               | 103.9 | 104.7 | 104.7 | 104.1 | 417.4  | QF   |
| 5    | Sarah Scherer        | Stati Uniti          | 105.2 | 103.6 | 103.8 | 104.2 | 416.8  | QF   |
| 6    | Virginia Thrasher    | Stati Uniti          | 103.4 | 104.5 | 105.2 | 103.2 | 416.3  | QF   |
| 7    | Snježana Pejčić      | Croazia              | 104.3 | 102.9 | 103.5 | 105.3 | 416.0  | QF   |
| 8    | Yi Siling            | Cina                 | 103.5 | 104.7 | 105.4 | 102.3 | 415.9  | QF   |
| 9    | Natallia Kalnysh     | Ucraina              | 103.7 | 104.0 | 104.0 | 104.1 | 415.8  |      |
| 10   | Olivia Hofmann       | Austria              | 103.4 | 102.7 | 104.9 | 104.7 | 415.7  |      |
| 11   | Najmeh Khedmati      | Iran                 | 102.7 | 104.1 | 104.5 | 104.4 | 415.7  |      |
| 12   | Ivana Maksimović     | Serbia               | 104.2 | 105.0 | 102.4 | 103.8 | 415.4  |      |
| 13   | Selina Gschwandtner  | Germania             | 102.5 | 104.5 | 103.8 | 104.0 | 414.8  |      |
| 14   | Nandinzaya Gankhuyag | Mongolia             | 104.1 | 104.4 | 102.9 | 103.4 | 414.8  |      |
| 15   | Jennifer McIntosh    | Gran Bretagna        | 103.4 | 102.9 | 103.4 | 105.0 | 414.7  |      |
| 16   | Nina Christen        | Svizzera             | 104.0 | 102.7 | 103.8 | 104.2 | 414.7  |      |
| 17   | Živa Dvoršak         | Slovenia             | 103.5 | 105.3 | 102.1 | 103.8 | 414.7  |      |
| 18   | Nikola Mazurová      | Rep. Ceca            | 104.4 | 102.0 | 103.4 | 104.6 | 414.4  |      |
| 19   | Park Hae-mi          | Corea del Sud        | 103.4 | 102.9 | 104.2 | 103.9 | 414.4  |      |
| 20   | Fernanda Russo       | Argentina            | 103.5 | 103.4 | 104.1 | 103.4 | 414.4  |      |
| 21   | Sarah Hornung        | Svizzera             | 102.8 | 104.6 | 103.9 | 103.0 | 414.3  |      |
| 22   | Julianna Miskolczi   | Ungheria             | 102.9 | 104.6 | 103.7 | 102.8 | 414.0  |      |
| 23   | Valentina Gustin     | Croazia              | 105.4 | 101.2 | 103.1 | 104.2 | 413.9  |      |
| 24   | Goretti Zumaya       | Messico              | 103.0 | 104.9 | 102.8 | 103.2 | 413.9  |      |
| 25   | Jasmine Ser          | Singapore            | 102.6 | 103.9 | 102.8 | 104.2 | 413.5  |      |
| 26   | Andrea Arsović       | Serbia               | 104.3 | 103.4 | 102.9 | 102.9 | 413.5  |      |
| 27   | Shimaa Hashad        | Egitto               | 102.0 | 103.9 | 103.6 | 103.7 | 413.2  |      |
| 28   | Minhal Sohail        | Pakistan             | 102.5 | 105.4 | 103.2 | 102.1 | 413.2  |      |
| 29   | Agnieszka Nagay      | Polonia              | 104.8 | 102.3 | 102.4 | 103.3 | 412.8  |      |
| 30   | Malin Westerheim     | Norvegia             | 102.2 | 103.0 | 103.5 | 103.5 | 412.2  |      |
| 31   | Eglis Yaima Cruz     | Cuba                 | 102.1 | 104.2 | 101.7 | 104.1 | 412.1  |      |
| 32   | Adéla Sýkorová       | Rep. Ceca            | 103.0 | 103.2 | 102.3 | 103.3 | 411.8  |      |
| 33   | Petra Zublasing      | Italia               | 101.0 | 103.3 | 104.2 | 103.1 | 411.6  |      |
| 34   | Apurvi Chandela      | India                | 104.2 | 102.7 | 103.3 | 101.4 | 411.6  |      |
| 35   | Tatjana Ðekanovic    | Bosnia ed Erzegovina | 101.9 | 102.3 | 102.9 | 103.7 | 410.8  |      |
| 36   | Kim Eun-hye          | Corea del Sud        | 102.2 | 103.0 | 103.3 | 102.3 | 410.8  |      |
| 37   | Yelizaveta Korol     | Kazakistan           | 100.3 | 103.9 | 103.4 | 103.0 | 410.6  |      |
| 38   | Stine Nielsen        | Danimarca            | 102.3 | 102.4 | 102.3 | 103.1 | 410.1  |      |
| 39   | Jennifer Hens        | Australia            | 104.4 | 103.5 | 102.3 | 99.9  | 410.1  |      |
| 40   | Sylwia Bogacka       | Polonia              | 103.6 | 102.5 | 101.5 | 101.5 | 409.1  |      |
| 41   | Amelia Fournel       | Argentina            | 103.2 | 103.0 | 100.8 | 100.9 | 407.9  |      |
| 42   | Nina Balaban         | Macedonia            | 102.5 | 102.9 | 102.1 | 100.2 | 407.7  |      |
| 43   | Yarimar Mercado      | Porto Rico           | 104.7 | 102.6 | 99.8  | 99.5  | 406.6  |      |
| 44   | Carina García        | Bolivia              | 99.3  | 101.2 | 102.7 | 102.4 | 405.6  |      |
| 45   | Lenchu Kunzang       | Bhutan               | 102.4 | 100.9 | 100.5 | 101.1 | 404.9  |      |
| 46   | Dianelys Pérez       | Cuba                 | 100.9 | 103.4 | 99.9  | 99.3  | 403.5  |      |
| 47   | Ayonika Paul         | India                | 102.0 | 104.5 | 102.5 | 94.0  | 403.0  |      |
| 48   | Urata Rama           | Kosovo               | 98.9  | 100.9 | 101.3 | 101.2 | 402.3  |      |
| 49   | Hadir Mekhimar       | Egitto               | 99.9  | 98.5  | 101.4 | 101.5 | 401.3  |      |
| 50   | Rosane Budag         | Brasile              | 100.0 | 95.6  | 100.9 | 100.4 | 396.9  |      |
| 51   | Esther Barrugués     | Andorra              | 99.7  | 97.2  | 101.6 | 98.4  | 396.9  |      |

## Finale
| Rk | Athlete           | 1    | 2    | 3    | 4    | 5    | 6    | 7    | 8    | 9    | 10   | 11   | 12   | 13   | 14   | 15   | 16   | 17   | 18   | 19   | 20   | Final | Notes           |
| -- | ----------------- | ---- | ---- | ---- | ---- | ---- | ---- | ---- | ---- | ---- | ---- | ---- | ---- | ---- | ---- | ---- | ---- | ---- | ---- | ---- | ---- | ----- | --------------- |
|    | Virginia Thrasher | 10.9 | 9.7  | 10.5 | 10.0 | 10.8 | 10.5 | 10.5 | 10.0 | 10.6 | 10.1 | 10.2 | 10.7 | 10.6 | 10.5 | 10.0 | 10.3 | 10.7 | 10.5 | 10.5 | 10.4 | 208.0 | Record olimpico |
|    | Du Li             | 10.5 | 9.9  | 10.3 | 10.9 | 10.4 | 10.0 | 10.5 | 10.3 | 9.7  | 10.5 | 9.6  | 10.8 | 10.5 | 10.4 | 10.3 | 10.8 | 10.2 | 10.8 | 10.5 | 10.1 | 207.0 |                 |
|    | Yi Siling         | 10.5 | 10.2 | 10.6 | 10.5 | 10.6 | 10.7 | 9.9  | 10.3 | 9.6  | 10.7 | 9.5  | 10.1 | 10.6 | 10.4 | 10.6 | 10.5 | 10.3 | 9.8  | N.D. | N.D. | 185.4 |                 |
| 4  | Barbara Engleder  | 9.8  | 10.4 | 10.3 | 10.5 | 10.6 | 10.1 | 10.4 | 10.7 | 9.9  | 10.6 | 9.9  | 10.6 | 10.0 | 10.3 | 10.7 | 10.2 | N.D. | N.D. | N.D. | N.D. | 165.0 |                 |
| 5  | Daria Vdovina     | 10.0 | 10.3 | 10.5 | 10.3 | 9.9  | 10.3 | 10.6 | 10.4 | 10.7 | 10.7 | 10.0 | 10.3 | 9.2  | 10.3 | N.D. | N.D. | N.D. | N.D. | N.D. | N.D. | 143.5 |                 |
| 6  | Elaheh Ahmadi     | 10.3 | 9.9  | 10.6 | 10.1 | 10.5 | 9.9  | 9.5  | 10.4 | 10.4 | 10.7 | 10.5 | 9.7  | N.D. | N.D. | N.D. | N.D. | N.D. | N.D. | N.D. | N.D. | 122.5 |                 |
| 7  | Snježana Pejčić   | 10.1 | 10.7 | 10.5 | 9.5  | 10.0 | 10.0 | 10.7 | 10.0 | 10.6 | 9.9  | N.D. | N.D. | N.D. | N.D. | N.D. | N.D. | N.D. | N.D. | N.D. | N.D. | 102.0 |                 |
| 8  | Sarah Scherer     | 10.4 | 9.6  | 10.1 | 9.1  | 10.1 | 10.1 | 9.0  | 10.2 | N.D. | N.D. | N.D. | N.D. | N.D. | N.D. | N.D. | N.D. | N.D. | N.D. | N.D. | N.D. | 78.6  |                 |